# Concert du nouvel an 2011 à Vienne
Le concert du nouvel an 2011 de l'orchestre philharmonique de Vienne, qui a lieu le 1er janvier 2011, est le 71e concert du nouvel an donné au Musikverein, à Vienne, en Autriche. Il est dirigé  pour la première fois par le chef d'orchestre autrichien Franz Welser-Möst.
C'est la première et unique fois qu'une œuvre du hongrois Franz Liszt (la valse Mephisto-Valse no 1) est interprétée lors d'un concert du nouvel an au Musikverein, à l'occasion de l'année du 200e anniversaire de sa naissance.
Six pièces sur les dix-huit au total sont jouées pour la première fois au concert du nouvel an.

## Programme

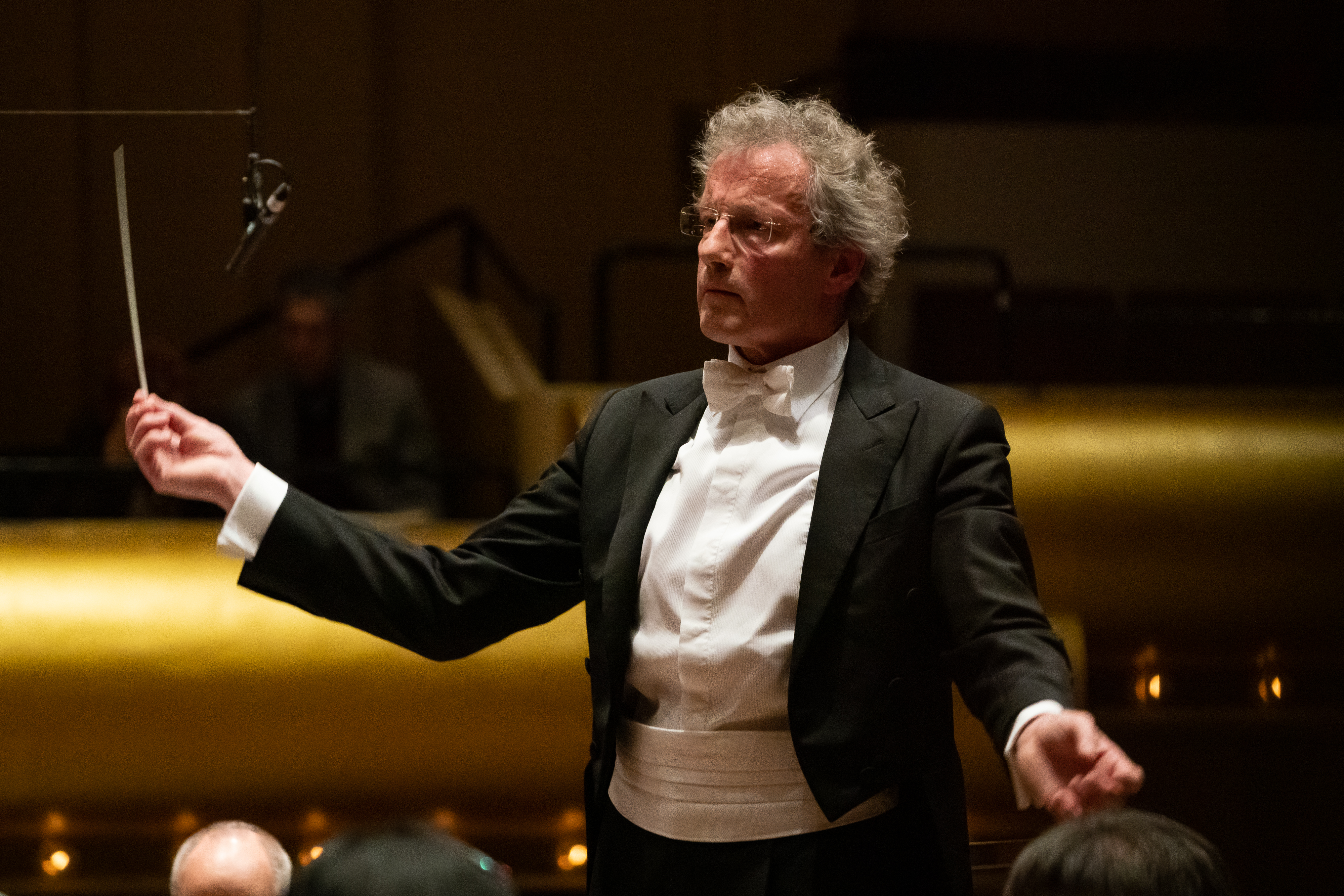
Le chef Franz Welser-Möst (en 2020)

Les pièces suivies d'un astérisque (*) sont jouées pour la première fois.

### Première partie
1. Johann Strauss II : Reitermarsch, marche, op. 428
2. Johann Strauss II : Donauweibchen, valse, op. 427
3. Johann Strauss II : Amazonen-Polka, polka-mazurka, op. 9*
4. Johann Strauss II : Debut-Quadrille, quadrille, op. 2*
5. Joseph Lanner : Die Schönbrunner, valse, op. 200
6. Johann Strauss II : Muthig Voran, polka rapide, op. 432*

### Deuxième partie
1. Johann Strauss II : csárdás du Chevalier Pásmán, op. 441
2. Johann Strauss II : Abschieds-Rufe, valse, op. 179*
3. Johann Strauss : Furioso-Galopp, galop, d'après des mélodies de Franz Liszt, op. 114
4. Franz Liszt : Mephisto-Valse no 1, valse*
5. Josef Strauss : Aus der Ferne, polka-mazurka, op. 270
6. Johann Strauss II : Spanischer Marsch, marche, op. 433
7. Josef Hellmesberger II : Die Perle von Iberien, danse tsigane*
8. Johann Strauss : Cachucha-Galopp, galop, op. 97
9. Josef Strauss : Mein Lebenslauf ist Lieb' und Lust, valse, op. 263

### Rappels
1. Eduard Strauss : Ohne Aufenthalt, polka rapide, op. 112
2. Johann Strauss II : Le Beau Danube bleu, valse, op. 314
3. Johann Strauss : Marche de Radetzky, marche, op. 228